# Pseudabacetus
Pseudabacetus is een geslacht van kevers uit de familie van de loopkevers (Carabidae). De wetenschappelijke naam van het geslacht is voor het eerst geldig gepubliceerd in 1935 door Burgeon.

## Soorten
Het geslacht Pseudabacetus omvat de volgende soorten:
- Pseudabacetus parallelus Straneo, 1954
- Pseudabacetus securipalpis Burgeon, 1935